# Higashikurume
Higashikurume (jap. 東久留米市 Higashi-Kurume-shi, deutsch ‚Stadt Ost-Kurume‘) ist eine Stadt in der japanischen Präfektur Tokio westlich von Tokio.

## Geographie
Higashikurume liegt westlich von Tokio und nördlich von Mitaka.

### Angrenzende Städte und Gemeinden
- Tokio
  - Kiyose
  - Higashimurayama
  - Kodaira
  - Nishitōkyō
- Präfektur Saitama
  - Niiza

## Geschichte
Das Gebiet des heutigen Higashikurume gehört seit der Einrichtung der Provinzen im Altertum zur Provinz Musashi.
1889 wurde das Dorf Kurume (久留米村 Kurume-mura) im Zuge der Unterteilung der Präfekturen in preußisch beeinflusste Gemeindeformen am 1. April 1889 im Kreis Nord-Tama (Kitatama-gun) der Präfektur Kanagawa etabliert. Der Kreis wie das gesamte Tama-Gebiet wurde 1893 Teil der Präfektur Tokio. Die Entwicklung von Kurume begann mit dem Bau der Musashino-Linie 1915, da sich nun aufgrund des einfach erreichbaren Stadtzentrums von Tokio viele Pendler entlang der Eisenbahnlinie ansiedelten. Durch das starke Bevölkerungswachstum bedingt wurde Kurume 1956 zur Stadt Kurume (久留米町 Kurumemachi) erhoben. Der Bau von Gemeindebauten in den 1960ern und 1970ern ließ die Bevölkerungszahl weiter stark anstiegen. Zur kreisfreien Stadt (-shi) wurde Kurume am 1. Oktober 1970 und gleichzeitig in Higashi-Kurume-shi, „Stadt Ost-Kurume“, umbenannt; in der westjapanischen Präfektur Fukuoka gibt es bereits seit 1889 eine Kurume-shi.

## Verkehr
- Zug:
  - Bahnhof Higashi-Kurume an der Seibu Ikebukuro-Linie: nach Tokorozawa und Ikebukuro

## Persönlichkeiten
- Ken Akamatsu (* 1968), Manga-Zeichner